# 大久保郵便局
大久保郵便局（おおくぼゆうびんきょく）
- 秋田県潟上市にある郵便局。本記事で記述する。
- 富山県富山市にある郵便局。局番号は32029。
- 高知県長岡郡大豊町にある郵便局。局番号は64153。

大久保簡易郵便局（おおくぼかんいゆうびんきょく）
- 山梨県南巨摩郡富士川町にある簡易郵便局。局番号は08865。
- 長野県松本市にある簡易郵便局。局番号は11744。
- 大分県大分市にある簡易郵便局。局番号は72732。

大久保郵便局（おおくぼゆうびんきょく）は、秋田県潟上市昭和大久保にある郵便局。民営化前の分類では集配特定郵便局であった。

## 概要
1886年（明治19年）7月の火災により、大久保郵便局の集配業務は下虻川郵便局に移管。1902年（明治35年）11月に大久保郵便受取所として再開するも、集配業務は再開されることはなかった。このため、地域住民から集配業務の再開が望まれていた。歴代の大久保村村長が集配業務再開の陳情を行ったりしたものの、再開は認められなかった。
1939年（昭和14年）7月に飯田川郵便局は、集配業務や電報配達業務、電話交換業務を行うには局舎が手狭になったため、新築移転し八郎潟郵便局に改称した。これに伴い、集配業務の一部が大久保郵便局に移管され、53年ぶりに集配業務が再開された。

## 沿革
- 1872年（明治5年） - 大久保郵便受取所として開設[2]。
- 1873年（明治6年） - 廃止。
- 1880年（明治13年）7月1日 - 大久保郵便局（五等）として再設置。
- 1886年（明治19年）
  - 2月16日- 貯金取扱を開始。
  - 7月20日 - 火災により局舎全焼。集配業務を下虻川郵便局に移管。
- 1887年（明治20年）3月31日 - 廃止。
- 1902年（明治35年）11月16日 - 大久保郵便受取所として再々設置。同日より為替、貯金取扱を開始。
- 1905年（明治38年）4月1日 - 大久保郵便局となる。
- 1907年（明治40年）12月1日 - 電信事務を開始[3]。
- 1921年（大正10年）10月16日 - 電話通話事務を開始[4]。
- 1939年（昭和14年）7月21日 - 集配事務を開始[5]。
- 1964年（昭和39年）7月1日 - 追分郵便局から南秋田郡昭和町乱橋、佐渡、八丁目地区の集配業務を移管。
- 1969年（昭和44年）2月23日 - 和文電報配達業務を飯田川電報電話局に移管[6]。
- 2007年（平成19年）10月1日 - 民営化に伴い、併設された郵便事業秋田支店大久保集配センターに一部業務を移管。
- 2012年（平成24年）10月1日 - 日本郵便株式会社の発足に伴い、郵便事業秋田支店大久保集配センターを大久保郵便局に統合。
- 2025年（令和7年）7月7日 - 特殊詐欺被害を防いだとして、五城目警察署から男性局員に感謝状を贈呈[7]。

## 取扱内容
- 郵便、印紙、ゆうパック、チルドゆうパック、内容証明、国際郵便
- 貯金、為替、振替、振込、国債、財形定額貯金
- 生命保険、バイク自賠責保険、がん保険
- 宝くじの販売
- ゆうちょ銀行ATM
- 潟上市内の一部地域（〒018-14xx）の集配業務

## 周辺
- 潟上市役所昭和出張所
- 潟上市立羽城中学校
- 潟上市立大豊小学校
- 昭和中央保育園
- 湖東地区行政一部事務組合消防本部消防署昭和分署
- 国道101号

## アクセス
- JR奥羽本線 大久保駅から徒歩約12分
- 秋田中央交通バス 大久保下丁停留所下車
- 秋田自動車道 昭和男鹿半島ICから北西に約1.5km
- 駐車場あり：10台